# Breunigweiler
Breunigweiler är en kommun och ort i Donnersbergkreis i förbundslandet Rheinland-Pfalz i Tyskland.
Kommunen ingår i kommunalförbundet Verbandsgemeinde Winnweiler tillsammans med ytterligare 12 kommuner.